# Port lotniczy Arlit
Port lotniczy Arlit – port lotniczy położony w Arlit. Jest szóstym co do wielkości portem lotniczym w Nigrze.